# Caterina Banti
Pour les articles homonymes, voir Banti.
Caterina Marianna Banti, née le 13 juin 1987 à Rome (Italie), est une skipper italienne. Elle est sacrée championne olympique en Nacra 17 avec Ruggero Tita à Tokyo en 2021.

## Carrière
Avec son partenaire Ruggero Tita, elle remporte l'épreuve de Nacra 17 aux Jeux olympiques d'été de 2020 devant les Britanniques et les Allemands.
La paire est également triple championne d'Europe et championne du monde en Nacra 17.